# Koino Mega Lover
Koino Mega Lover (恋のメガラバ?, Koino Mega Raba) è un singolo del gruppo musicale giapponese Maximum the Hormone, il secondo estratto dal secondo album in studio Bu-ikikaesu e pubblicato il 5 luglio 2006.
Il singolo ha debuttato alla nona posizione nella classifica giapponese.

## Tracce
1. Koino Mega Lover – 5:27
2. Louisiana Bob – 3:40
3. Rockin' Ugly Motion – 1:59
4. Johnny Inbu Life – 2:14

## Formazione
- Daisuke-han – voce
- Maximum the Ryo-kun – voce, chitarra
- Ue-chan – basso
- Nawo – batteria, voce